# Dave Chadwick
David Edwin Chadwick, meglio conosciuto come Dave Chadwick (Ootacamund, 19 agosto 1943), è un ex calciatore inglese, di ruolo attaccante.

## Biografia
Era figlio di un ufficiale britannico, e pur essendo nato a Ootacamund, nel sud dell'India, crebbe nel sud Hampshire. Lasciato il calcio giocato si stabilisce in Georgia, Stati Uniti d'America.

## Carriera

### Club
Di ruolo esterno destro, si forma calcisticamente nel Southampton, di cui fu il più giovane esordiente, a sedici anni e due mesi, nella squadra riserve il 31 ottobre 1959.
Fece parte della prima squadra dei Saints dal 1961 al 1966, giocando 25 incontri nella seconda serie inglese.
Nel 1966 passa al Middlesbrough, con cui conquista la promozione in cadetteria nella Third Division 1966-1967. L'impatto con il Boro fu ottimo, ottenendo dai tifosi il titolo di miglior giocatore dell'anno 1966.
Rimane in forza al Boro sino al 1970, ottenendo con il suo club due quarti posti nelle stagioni 1968-1969 e 1969-1970.
Nel 1970 passa all'Halifax Town, con cui gioca due stagioni nella terza serie inglese, sfiorando la promozione nella Third Division 1970-1971 con il terzo posto ottenuto.
Dal 1972 al 1974 fu in forza al Bournemouth, squadra della Third Division. Durante la sua militanza con i Cherries fu prestato al Torquay Utd, club di quarta serie. 
Nel 1974 si trasferisce negli Stati Uniti d'America per giocare nella North American Soccer League con i Dallas Tornado. Nella stagione 1974 raggiunge con i texani le semifinali del torneo.
Ritorna poi in Inghilterra per giocare nel Gillingham, con cui ottiene il decimo posto nella Third Division 1974-1975.
Terminata l'esperienza ai Gills torna ai Tornado, con cui però non supera la fase a gironi della North American Soccer League 1975.
Nel 1976, dopo aver disputato alcune amichevoli con i texani, passa nella ASL, in volta in forza ai Tacoma Tides, con cui raggiunge le semifinali dell'American Soccer League 1976. Nei Tides ricoprì anche il ruolo di assistente allenatore.
Nel 1977 passa ai Ft. Lauderdale Strikers, con cui giocherà sino al 1979, ottenendo come miglior piazzamento il raggiungimento delle semifinali della North American Soccer League 1978. Chadwick lascerà gli Strikers nel corso della stagione 1979 per divenire assistente dell'allenatore Dan Wood agli Atlanta Chiefs.

### Allenatore
Dal 1980 al 1981 diviene l'allenatore degli Atlanta Chiefs, con cui nella North American Soccer League 1981, dopo aver vinto la propria divisione, esce agli ottavi di finale dei playoff contro i Jacksonville Tea Men.
Nella stagione 1982 diviene allenatore dei Georgia Generals, squadra dell'American Soccer League, con cui ottiene il terzo posto nell'American Conference.
Nella North American Soccer League 1983 diviene l'allenatore dei Ft. Lauderdale Strikers, con cui raggiunge i quarti di finale del torneo, persi contro i futuri campioni del Tulsa Roughnecks.
La stagione seguente segue gli Strikers nel loro spostamento a Minneapolis ove divennero i Minnesota Strikers. Con gli Strikers Chadwick non supera la fase a gironi del torneo.
Nel 1986 allena i dilettanti dell'Atlanta Datagraphic. Dal 1979 ha collaborato con vari club dilettantistici della Georgia.